# Wendy Ruderman
Wendy Ruderman (n. 1969 en Nueva York) es una norteamericana periodista del New York Times, quien junto con Barbara Laker fue galardonada en el 2010 con el Premio Pulitzer al mejor reportaje de Investigación gracias a la publicación de una secuencia de artículos conocidos como "Tainted justice". El cual denunciaba irregularidades en una brigada policial de narcóticos, que condujo a una investigación interna del FBI.

## Biografía
Wendy Ruderman creció en Cherry Hill, Nueva Jersey. Se graduó del Western Maryland College con una licenciatura en comunicaciones en 1991, se convirtió en editora del Williamstown Plain Dealer y en 1993, comenzó a trabajar en relaciones públicas en el WHYY-TV.
Se graduó de la escuela de periodismo de la Universidad de Columbia con una maestría en 1997. Antes de unirse al "Philadelphia Daily News" en 2008, trabajó en varios medios de comunicación como El Trenton Times, el Bergen Record y el The Philadelphia Inquirer en el 2002.
En 2010, junto con Barbara Laker recibió el Pulitzer de periodismo por mejor reportaje de investigación: denunciaban irregularidades en una brigada policial de narcóticos realizada por la policía de Philadelphia, la que condujo a una investigación interna del FBI.
Formó parte del ayuntamiento de Philadelphia y en agosto del 2013 regresó al Daily News.

## Libros publicados
- Busted: A Tale of Corruption and Betrayal in the City of Brotherly Love, HarperCollins, 2014, ISBN 978-0-06-208545-0[6]